# Миатли
Миатли (авар. Миякьо)— село в Кизилюртовском районе Дагестана. Центр сельсовета с 1989 года.
Образует сельское поселение село Миатли как единственный населённый пункт в его составе.

## Географическое положение
Расположено на Чирюртском водохранилище (бассейн р. Сулак), при впадении в него реки Тлар, в 25 км к югу от города Кизилюрт, на границе с Казбековским районом.

## История
Село было центром сельсовета с 1926 по 1975 (в 1975-89 — в составе Зубутли-Миатлинского сельсовета).
Разрушено полностью землетрясением (1970), население частично было переселено в село Зубутли-Миатли.
Ночью на 22 сентября 2018 года полностью сгорело здание местной школы. Учащиеся переведены в школу селения Ново-Зубутли, куда их будет возить автобус (это в пяти километрах от Миатли).

## Население
| 1889  | 1926  | 1939  | 1959  | 1970  | 1989  | 2002  |
| ----- | ----- | ----- | ----- | ----- | ----- | ----- |
| 864   | ↘556  | ↗761  | ↗856  | ↗1355 | ↗2552 | ↗4132 |
| 2010  | 2012  | 2013  | 2014  | 2015  | 2016  | 2017  |
| ↘4022 | ↗4190 | ↗4273 | ↗4431 | ↗4517 | ↗4606 | ↗4645 |
| 2018  | 2019  | 2020  | 2021  | 2023  | 2024  | 2025  |
| ↗4735 | ↗4788 | ↗4813 | ↗4937 | ↗4985 | ↗5014 | ↗5042 |

Моноэтничное аварское село.

## Хозяйство
- Миатлинская ГЭС.
- Месторождения известняков и мергелей; сероводородных и железистых минеральных вод.

## Археологические памятники
- Городища (к югу от с.; к северу от с.).
- Поселения (близ с.).
- Курганы эпохи бронзы (4 — по берегам р. Сулак).
- Могильники (близ с.).